# Márkó
Márkó è un comune dell'Ungheria di 1.141 abitanti (dati 2001). È situato nella contea di Veszprém.